# Старообрядческое кладбище (Вильнюс)
Старообрядческое кладбище (лит. Vilniaus sentikių kapinės) — старообрядческое кладбище, находящееся в Вильнюсе. Расположено в районе Науйининкай поблизости от православного Евфросиниевского кладбища по адресу ул. Науйининку 20.
Кладбище было основано в 1828 году между современными улицами Тизенхаузу (Tyzenhauzų), Науйининку (Naujininkų) и Дзуку (Dzūkų) на западе от Евфросиниевского кладбища после того, как в Вильнюс стали прибывать старообрядцы из России. Между 1830—1835 годами на территории была построена деревянная часовня, которая в 1895 году была перестроена в каменный храм. В это же время около храма была возведена небольшая богадельня для нуждающихся.

## Известные личности, похороненные на кладбище
- Пимонов, Арсений Моисеевич (1863—1939) — общественный деятель, сенатор Польской Республики